# Raveniola caudata
Espèce
Raveniola caudata est une espèce d'araignées mygalomorphes de la famille des Nemesiidae.

## Distribution
Cette espèce est endémique de la province de Khatlon au Tadjikistan,. Elle se rencontre sur le mont Astana et vers Ganjina et Hojamaston.

## Description
Le mâle holotype mesure 19,30 mm.

## Systématique et taxinomie
Cette espèce a été décrite par Zonstein en 2009.

## Publication originale
- Zonstein, 2009 : « A review of the mygalomorph spiders of the Raveniola caudata species-group (Araneae, Nemesiidae). » Zootaxa, no 2217, p. 37-42.